# Krabby et Krabboss
Krabby (クラブ, Crab, dans les versions originales en japonais) et son évolution, Krabboss (キングラー, Kingler), sont deux espèces de Pokémon de première génération.
Issus de la célèbre franchise de médias créée par Satoshi Tajiri, ils apparaissent dans une collection de jeux vidéo et de cartes, dans une série d'animation, plusieurs films, et d'autres produits dérivés, ils sont imaginés par l'équipe de Game Freak et dessinés par Ken Sugimori. Leur première apparition a lieu au Japon en 1996, dans les jeux vidéo Pokémon Vert et Pokémon Rouge. Ces deux Pokémon sont tous du type eau et occupent respectivement les 98e et 99e emplacements du Pokédex, l'encyclopédie fictive recensant les différentes espèces de Pokémon.

## Création
La franchise Pokémon, développée par Game Freak pour Nintendo et introduite au Japon en 1996, tourne autour du concept de capture et d'entraînement de 150 espèces de créatures appelées Pokémon, afin de les utiliser pour combattre des Pokémon sauvages et ceux d'autres dresseurs Pokémon, qu'il s'agisse de personnages non-joueurs ou d'autres joueurs humains. La puissance des Pokémon au combat est déterminée par leurs statistiques d'attaque, de défense et de vitesse et ils peuvent apprendre de nouvelles capacités en accumulant des points d'expérience ou si leur dresseur leur donne certains objets.

### Conception graphique
La conception de Krabby et de Krabboss est le fait, comme pour la plupart des Pokémon, de l'équipe chargée du développement des personnages au sein du studio Game Freak. Leur apparence est finalisée par Ken Sugimori pour la première génération des jeux Pokémon, Pokémon Rouge et Pokémon Vert, sortis à l'extérieur du Japon sous les titres de Pokémon Rouge et Pokémon Bleu,. 

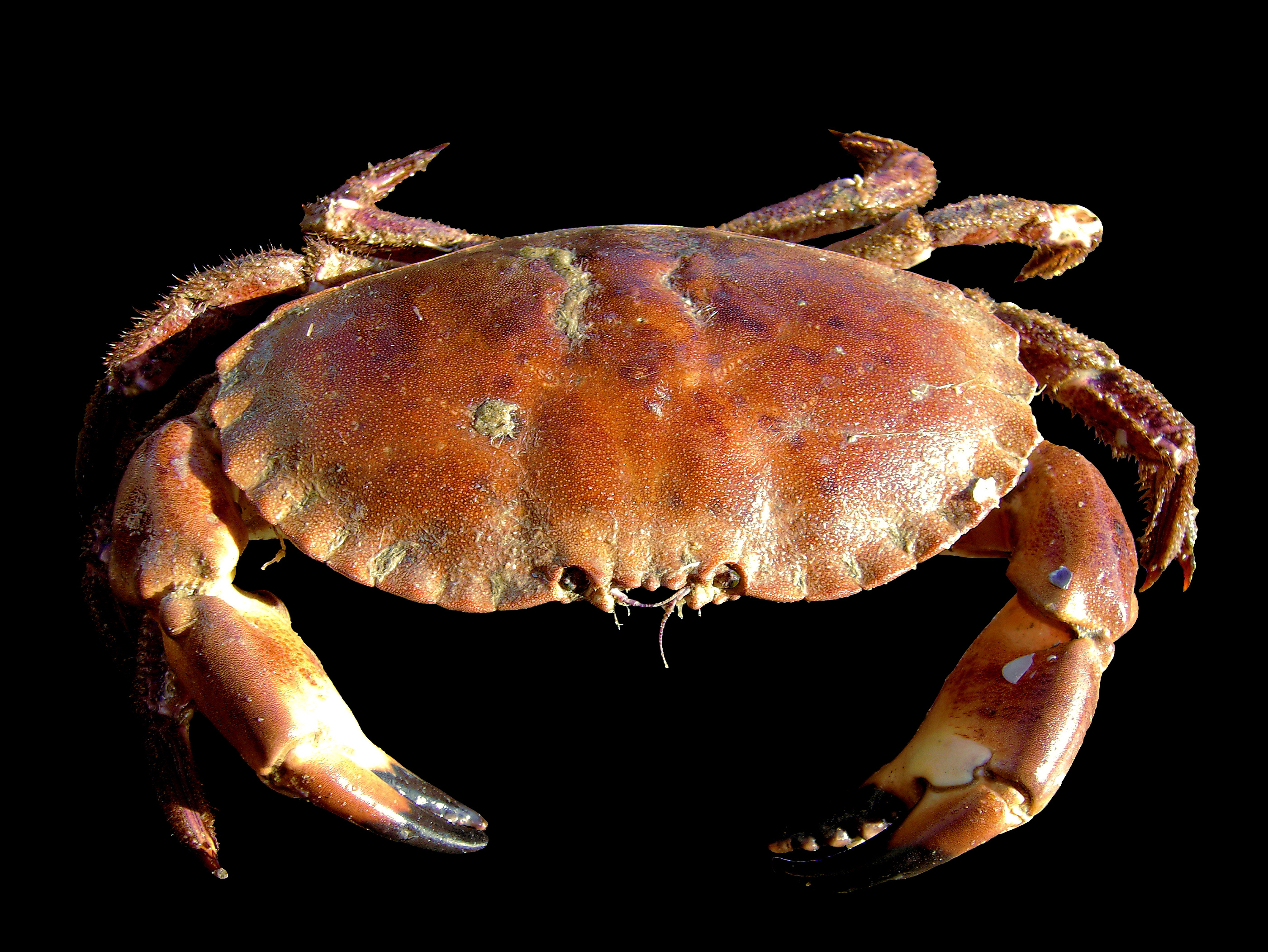
Le crabe est la principale inspiration des deux Pokémon.

Nintendo et Game Freak n'ont pas évoqué les sources d'inspiration de ces Pokémon. Néanmoins, certains fans avancent que l'apparence de Krabby et de Kraboss serait basé du crabe. Krabboss pourrait également être inspiré du crabe violoniste,.

### Étymologie
Krabby et Krabboss sont initialement nommés Crab (クラブ, Kurabu) et Kingler (キングラー, Kingurā) en japonais. Klinger pourrait être un mot-valise basé des noms anglais d'espèces de crabes, « king crab » (crabe royal en français) et « fiddler crab » (crabe violoniste). Ces noms sont ensuite adaptés dans trois langues lors de la parution des jeux en Occident : anglais, français et allemand ; le nom anglais est utilisé dans les autres traductions du jeu.
Nintendo choisit de donner aux Pokémon des noms « astucieux et descriptifs », liés à l'apparence ou aux pouvoirs des créatures, lors de la traduction des jeux ; il s'agit d'un moyen de rendre les personnages plus compréhensibles pour les enfants, notamment américains. Crab est renommé « Krabby » en anglais, en allemand et en français, alors que Klinger conserve son nom dans les deux premières langues, et est appelé « Kraboss » dans la dernière. Alors que le nom est identique dans les deux langues différentes, l'origine du nom est disputé. Selon IGN, il s'agit d'un « crabby crab » (crabe grincheux), alors que Pokébip pense plutôt qu'il s'agit d'un mot-valise composé de « crabe » et du mot anglais « baby » (bébé). Krabboss aurait la même construction que sa pré-évolution et serait composé des mots « crabe » et « boss » (patron).

## Description
Ces deux Pokémon sont l'évolution l'un de l'autre : Krabby évolue en Krabboss. Dans les jeux vidéo, cette évolution survient en atteignant le niveau 28,.
Comme pratiquement tous les Pokémon, ils ne peuvent pas parler : lors de leurs apparitions dans les jeux vidéo tout comme dans la série d'animation, ils ne peuvent pas parler et ne sont seulement capables de communiquer verbalement en répétant les syllabes de leur nom d'espèce en utilisant différents accents, différentes tonalités, et en rajoutant du langage corporel.

### Krabby
Comme son nom l'indique, il s'agit d'un crabe, et fait donc partie de la nomenclature des crustacés. Il ne mesure qu'en moyenne 40 centimètres, pour un poids de 6,5 kilogrammes.
Les Krabby vivent sur les berges des lacs, et sur les plages. Ses pinces peuvent briser un rocher en mille morceaux. Ce Pokémon est incapable de se déplacer vers l'avant : il ne sait marcher que latéralement, en se servant de ses pinces comme balanciers.
Krabby est, à l'instar des autres crabes, omnivore et nécrophage, à savoir que la majeure partie de son alimentation se résume à se repaître de cadavres, bien qu'il puisse de temps à autre chasser de petits êtres vivants tels les nouveau-nés de tortues de mers.

### Krabboss
Sa grosse pince est dotée d'une puissance incommensurable. Sa taille imposante la rend toutefois difficile à utiliser. Il possède une forme gigamax dans Pokémon Épée et Bouclier. La puissance du gigamax a rendu sa pince gauche immense. Grâce à celle-ci, il peut tout rendre en miettes.

## Apparitions

### Jeux vidéo
Krabby et Krabboss apparaissent dans la série de jeux vidéo Pokémon. D'abord en japonais, puis traduits en plusieurs autres langues, ces jeux ont été vendus à plus de 200 millions d'exemplaires à travers le monde. Ils font leur première apparition le 27 février 1996, dans les jeux japonais Pocket Monsters Aka (ポケットモンスター 赤, Poketto Monsutā Aka, Pocket Monsters Rouge) et Pocket Monsters Midori (ポケットモンスター 緑, Poketto Monsutā Midori, Pocket Monsters Vert) (remplacé dans les autres pays par la version Bleue). Depuis la première édition de ces jeux, Krabby et Krabboss sont réapparus dans les versions jaune, or, argent, cristal, rouge feu, vert feuille, diamant, perle et platine.
Il est possible d'avoir un œuf de Krabby en faisant se reproduire deux Pokémon dont au moins un Krabby ou un Krabboss femelle. Cet œuf éclot après 5 120 pas, et un Krabby de niveau 5 en sort. Krabby et Krabboss appartiennent au groupe d'œuf eau 3 et ont pour capacités « Hyper Cutter », « Coque armure » et « Sans Limite ».

### Série télévisée et films
La série télévisée Pokémon ainsi que les films sont des aventures séparées de la plupart des autres versions de Pokémon et mettent en scène Sacha en tant que personnage principal. Sacha et ses compagnons voyagent à travers le monde Pokémon en combattant d'autres dresseurs Pokémon. Krabby est apparu pour la première fois dans l'épisode Le mystère du phare, où Sacha capture un Krabby qui est dès lors transféré à la demeure du Professeur Chen. Il réapparait dans l'épisode Ligue Pokémon, premier tour !, où il évolue en Kraboss après sa victoire sur un Noadkoko.

### Jeu de cartes
Le jeu de cartes Pokémon est un jeu de cartes à collectionner avec un but du jeu similaire à un match Pokémon dans la série de jeux vidéo ; les joueurs doivent utiliser des cartes (qui ont chacune leurs forces et faiblesses) dans le but de vaincre son adversaire en mettant toutes ses cartes KO.
Krabby n'apparaît au total que quatre fois toutes extensions Pokémon TCG confondues. Il est disponible dans les blocs Wizards of the Coast : Fossile no 51/62 et Expédition no 115/165 ; et dans les blocs EX- : Ex-Rouge Feu/Vert Feuille no 66/112 et Ex-Gardiens de Cristal no 54/100.